# Zamarada fibulata
Zamarada fibulata är en fjärilsart som beskrevs av Fletcher 1974. Zamarada fibulata ingår i släktet Zamarada och familjen mätare. Inga underarter finns listade i Catalogue of Life.